# 岩元熊雄
岩元 熊雄は、日本の発明家。

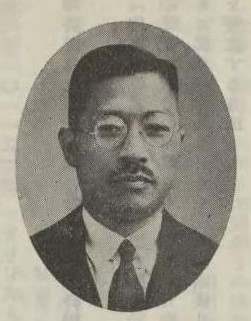
岩元熊雄

横浜市の人。1915年（大正4年）に東京高等工芸学校応用化学科を卒業し、横浜電線化学研究室伏見茂木亜鉛製煉所研究室などに勤務した。その後、南満工業大連本社に入社した。1920年（大正9年）に退職し、大阪耐火リノリユーム工業合資会社を設立し、1932年（昭和7年）に個人経営とした。

## 特許
- 特許第60208号 岩元式ストン・ブロック
- 特許第95684号 岩元式ストン・ブロック